# Paul Joseph Pham Ðình Tung
Paul Joseph Pham Ðình Tung   (Yên Thắng, 15 de juny de 1919 - Hanoi, 22 de febrer de 2009) va ser un cardenal vietnamita.

## Carrera eclesiàstica
Va ser ordenat sacerdot el 6 de juny de 1949. Va ser rector de la parròquia de Hàm Long, a Hanoi, de 1950 a 1955. Posteriorment va ser superior del Seminari Menor de Sant Joan , a Hanoi, de 1955 a 1963. El Seminari va ser tancat per l'autoritat estatal l'any 1960 i no va tornar a obrir mai més. Va ser nomenat bisbe de Bac Ninh el 1963. Va ser nomenat arquebisbe de Hanoi el 13 d'abril de 1994 i elevat a cardenal el novembre de 1994. Es va retirar com a arquebisbe de Hanoi el 2005 i el va succeir l'arquebisbe Joseph Ngô Quang Kiêt.
Des de gairebé els inicis de la seva vida religiosa, va estar sota arrest domiciliari, incapaç d'exercir els seus deures davant les prop de 100 parròquies sota la seva jurisdicció.
Va començar a recopilar en lục bát tota la vida de Jesús, els Evangelis, la doctrina cristiana i els manaments de Déu i de l'Església. Va ser creat cardenal prevere de Santa Maria Regina Pacis a Ostia Mare per Joan Pau II durant el consistori del 26 de novembre de 1994. Va renunciar al govern pastoral de l'arxidiòcesi el 19 de febrer de 2005. Va morir el 22 de febrer de 2009 a les l'edat de 89 anys. El va succeir Joseph Ngô Quang Kiệt.